# Korsunka, Nova Kahovka
Korsunka (în ucraineană Корсунка) este un sat în așezarea urbană Dnipreanî din orașul regional Nova Kahovka, regiunea Herson, Ucraina.

## Demografie
Componența lingvistică a localității Korsunka
     Ucraineană (85,25%)
     Rusă (14,07%)
     Alte limbi (0,41%)
Conform recensământului din 2001, majoritatea populației localității Korsunka era vorbitoare de ucraineană (85,25%), existând în minoritate și vorbitori de rusă (14,07%).